# پناهگاه سنگی تختاب (آ - ۵۴)
پناهگاه سنگی تختاب (آ - ۵۴) مربوط به دوره اشکانیان - دوران‌های تاریخی پس از اسلام است و در شهرستان آبدانان، روستای هلیوه واقع شده و این اثر در تاریخ ۱۷ اسفند ۱۳۸۱ با شمارهٔ ثبت ۷۹۷۲ به‌عنوان یکی از آثار ملی ایران به ثبت رسیده است.